# Паметник на Сталин (Гори)
Паметникът на Сталин в град Гори е скулптурно произведение, посветено на генералисимуса на Съветския съюз Йосиф Висарионович. Намирал се в родината на Сталин пред кметството.

## История
Височината на статуята е 6 метра, тристепенният гранитен пиедестал е 9 метра.
Инсталиран през 1952 г., по време, когато Сталин е още жив. Оцелял по време на кампанията на Никита Хрушчов за демонтиране на паметници на Сталин. Както казва Иракли Кандарели: „Те искаха да премахнат паметника през 1956 г. и дори се опитаха да го направят, но тогава цял Гори стана на крака и нищо не се случи. Населението опъна палатки и денонощно пазеше паметника, за да не бъде съборен тихомълком“.
Паметникът е създаден от скулптора Шота Микатадзе и архитектите Арчил и Захария Курдиани.

## Демонтаж
На 3 октомври 2008 г. държавният министър на Грузия по въпросите на европейската и евроатлантическата интеграция, вицепремиерът Георгий Барамидзе, предлага да бъде премахнат паметникът на Йосиф Сталин от центъра на град Гори и да бъде включен в експозицията на „Музея на Съветския съюз“, „Окупация“, който е планиран да бъде открит в град Гори в сградата на къщата музей на Сталин. Инициативата е подкрепена от министър-председателя на Грузия Владимир Гургенидзе.
В нощта на 24 срещу 25 юни 2010 г. паметникът е демонтиран за последващо преместване. На негово място има намерения да бъде издигнат паметник, посветен на загиналите по време на войната през август 2008 г.
Демонтирането на статуята е организирано през нощта, „за да се избегнат протести на местното население, някои от които са категорично против преместването на паметника“. В същото време околността е отцепена, а журналистите не са допуснати да снимат.